# Эмам, Йехия
Йехи́я Эль-Хорри́я Эма́м (араб. يحيى الحرية إمام‎; 1919 — 1997) — египетский футболист, играл на позиции вратаря. Является отцом известного нападающего Хамады Эмама.

## Биография

### Клубная карьера
Эмам всю футбольную карьеру играл в «Замалеке», за который дебютировал в 1937 году. В течение своей карьеры, которая продолжалась 16 лет, Эмам выиграл 5 Кубков Египта и 4 чемпионских титула, а также 6 титулов Каирской лиги. В этом же клубе в 1953 году Эмам завершил карьеру в возрасте 34 лет.

### Карьера в сборной
В составе сборной Египта Эмам принимал участие на олимпийском турнире 1948 года, сыграв в одном матче со сборной Дании, который закончился победой датчан в дополнительное время со счётом 3:1.
Эмам был членом сборной Египта на Средиземноморских играх 1951 года, где египтяне завоевали серебряные медали. В 1953 году на Арабских играх в составе сборной Египта завоевал золотые медали.

### Семья
Его сын Хамад Эмам (1943—2016) был нападающим и всю свою карьеру играл в «Замалеке», как и его отец.

## Достижения
«Замалек»
- Чемпион Каирской лиги[англ.]/Чемпион Египта (10) : 1939/40, 1940/41, 1943/44, 1944/45, 1945/46, 1946/47, 1948/49, 1950/51, 1951/52, 1952/53
- Обладатель Кубка Египта (5) : 1937/38, 1940/41, 1942/43, 1943/44, 1951/52